# 国際平和協力
国際平和協力（こくさいへいわきょうりょく、Contributions to International Peace）とは、国際連合平和維持活動等に対する協力に関する法律（国際平和協力法）に基づき、国際連合決議等により日本が独自で実施する国際協力のことをいう。欧米・国連で国際平和活動と称されているもので、主に、次の3種類の活動に大別される。
- 国際連合平和維持活動: 国連が世界各地の紛争の解決について行う国際平和と安全のための活動。
- 人道的な国際救援活動: 紛争等による被災民の救援や被害の復旧のためにPKO活動以外のかたちで行われる活動。
- 国際的な選挙監視活動: 紛争地域での民主的で公正な選挙の実現のため、PKO活動以外のかたちで行われる選挙監視活動。

## 管轄官庁
日本の国際平和協力活動は、内閣府に設置された国際平和協力本部によって管理運営される。本部長は内閣総理大臣で、内閣官房長官がその下の副本部長を務め、本部員は関係行政機関の長などが務める。本部には、事務を処理するため事務局も設置されている。

## 活動類型

### 国際連合平和維持活動
国際の平和と安全のために行われる、国連の慣行によって確立されてきた活動。各国部隊で編成される平和維持隊（Peace-keeping force:PKF）による停戦監視・兵力引き離しや、非武装の軍人で構成される停戦監視団（伝統的な国連平和維持活動）に加え、文民による選挙監視、人権監視、復興開発、組織・制度構築などの行政的支援活動も含まれる。

### 人道的な国際救援活動
紛争により発生した難民などの被災民の救援や、紛争によって生じた被害の復旧のために、国連平和維持活動以外の形態で行われる活動で。国連難民高等弁務官事務所（UNHCR）、世界保健機関（WHO）などの機関が活動に携わる。国際平和協力法に基づき、日本が行う人道的な国際救援活動のための業務は次のものがある。
1. 被災民の救出、帰還などの援助
2. 被災民に対する食糧、衣料、医薬品などの配布や医療活動
3. 被災施設や自然環境の復旧

### 国際的な選挙監視活動
紛争により混乱を生じた地域において民主的な手段による統治組織の設立を目的とする選挙及び投票の公正な執行を確保するために行われる活動。国際平和協力法の規定により、議会の議員の選挙、住民投票などの公正な執行の監視・管理などが業務として挙げられる。

## 実績
物資協力は除く
| 時期   | 名称                                     | 活動                                         | 内容                                                                         |
| ------ | ---------------------------------------- | -------------------------------------------- | ---------------------------------------------------------------------------- |
| 1992年 | アンゴラ国際平和業務                     | 第二次国際連合アンゴラ検証団                 | 選挙監視要員3名派遣                                                          |
| 1992年 | カンボジア国際平和業務                   | 国際連合カンボジア暫定統治機構               | 停戦監視要員・選挙要員・文民警察官・自衛隊施設部隊など派遣                   |
| 1993年 | モザンビーク国際平和協力業務             | 国際連合モザンビーク活動                     | 司令部要員10名・輸送調整要員144名・選挙監視要員15名など派遣                  |
| 1994年 | エルサルバドル国際平和協力業務           | 国際連合エルサルバドル監視団                 | 選挙監視要員15名派遣                                                         |
| 1994年 | ルワンダ国際平和協力業務                 | UNHCRの要請・ルワンダ難民支援                | 陸上自衛隊による医療・給水支援およびその後方支援。                           |
| 1996年 | ゴラン高原国際平和協力業務               | 国際連合兵力引き離し監視軍                   | 司令部要員・輸送部隊などの派遣（2012年末まで約17年間の継続した活動を行った） |
| 1998年 | ボスニア・ヘルツェゴビナ国際平和協力業務 | OSCEの要請・ボスニア・ヘルツェゴビナ選挙支援 | 選挙監視要員5名・選挙管理要員25名・連絡調整要員4名派遣                       |
| 1999年 | 東ティモール国際平和協力業務             | 国際連合東ティモール・ミッション             | 文民警察官3名・連絡調整要員3名派遣                                           |
| 1999年 | 東ティモール避難民救援国際平和協力業務   | UNHCRの要請・東ティモール避難民支援          | 航空自衛隊による輸送支援                                                     |
| 2000年 | ボスニア・ヘルツェゴビナ国際平和協力業務 | OSCEの要請・ボスニア・ヘルツェゴビナ選挙支援 | 選挙要員11名・連絡調整要員6名派遣                                            |
| 2001年 | 東ティモール国際平和協力業務             | 国際連合東ティモール暫定行政機構             | 選挙監視要員14名派遣                                                         |
| 2001年 | アフガニスタン難民救援国際平和協力業務   | UNHCRの要請・アフガニスタン難民支援          | 航空自衛隊による輸送支援                                                     |
| 2001年 | コソボ国際平和協力業務                   | 欧州評議会の要請・コソボ選挙支援             | 選挙要員6名・連絡調整要員5名派遣                                             |
| 2002年 | 東ティモール国際平和協力業務             | 国際連合東ティモール暫定行政機構             | 陸上自衛隊施設部隊680名のほか、司令部要員・連絡調整要員などを派遣            |
| 2002年 | 東ティモール選挙監視国際平和協力業務     | 国際連合東ティモール暫定行政機構             | 選挙監視要員8名派遣                                                          |
| 2002年 | イラク被災民救援国際平和協力業務         | 国際連合世界食糧計画の要請・イラク被災民支援 | 航空自衛隊による輸送支援                                                     |
| 2006年 | コンゴ民主共和国国際平和協力業務         | 国際連合の要請・コンゴ民主共和国選挙支援     | 選挙要員5名派遣                                                              |
| 2007年 | 東ティモール国際平和協力業務             | 国際連合東ティモール統合ミッション           | 文民警察官2名・連絡調整要員派遣                                              |
| 2007年 | 東ティモール選挙監視国際平和協力業務     | 東ティモール選挙支援                         | 選挙監視要員14名派遣                                                         |
| 2007年 | ネパール国際平和協力業務                 | 国際連合ネパール支援団                       | 軍事監視要員および連絡調整要員派遣                                           |
| 2008年 | ネパール選挙監視国際平和協力業務         | ネパール選挙支援                             | 選挙監視要員24名派遣                                                         |
| 2008年 | スーダン国際平和協力業務                 | 国際連合スーダン派遣団                       | 司令部要員派遣                                                               |
| 2010年 | ハイチ国際平和協力業務                   | 国際連合ハイチ安定化ミッション               | 陸上自衛隊施設部隊などを派遣                                                 |
| 2010年 | 東ティモール国際平和協力業務             | 国際連合東ティモール統合ミッション           | 9月より連絡要員として自衛官2名派遣                                           |